# Beamten-Wohnungs-Verein zu Berlin

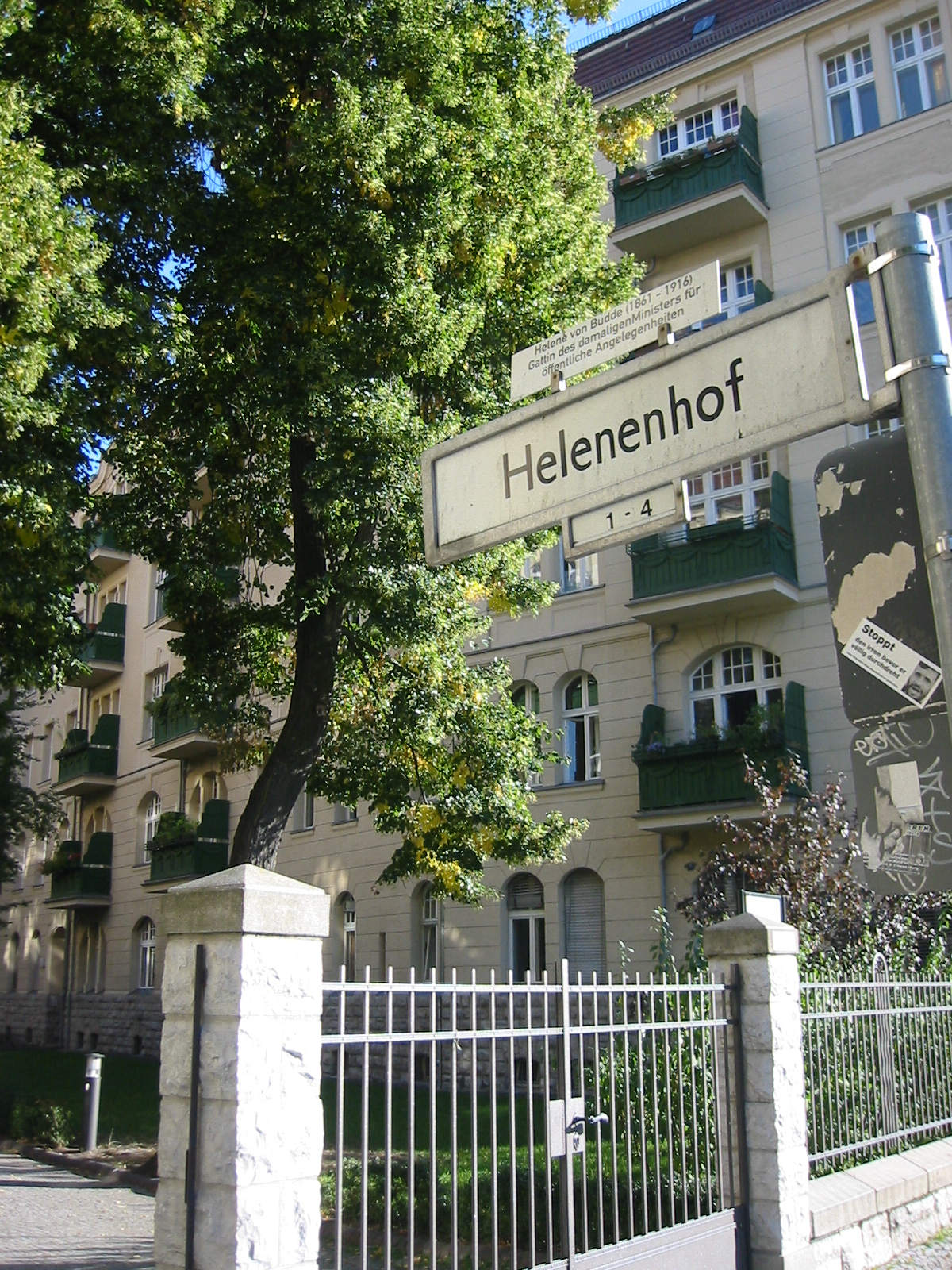
Eingang Gryphiusstraße

Die Beamten-Wohnungs-Verein zu Berlin eG (BWV) ist die nach Mitgliedern größte Berliner Wohnungsgenossenschaft. Sie wurde 1900 von Staatsbeamten in Berlin gegründet und zählt heute rund 25.000 Mitglieder. Sie bewirtschaftet 7.945 Wohnungen und 70 Gewerbeeinheiten in den Bezirken Pankow, Friedrichshain-Kreuzberg, Neukölln, Spandau, Tempelhof-Schöneberg, Charlottenburg-Wilmersdorf, Mitte, Treptow-Köpenick und Steglitz-Zehlendorf.

## Geschichte
Der Beamten-Wohnungs-Verein zu Berlin eG ("BWV Berlin") wurde mit dem Ziel gegründet, den Mitgliedern guten, sicheren und bezahlbaren Wohnraum zur Verfügung zu stellen. Der "BWV Berlin" wurde für Beamte, deren Witwen und ledige Töchter gegründet, steht mittlerweile aber auch darüber hinaus Interessenten bzw. Genossen offen.
Neuaufnahmen werden allerdings seit geraumer Zeit nicht mehr durchgeführt. Auf der Website heißt es: „Im Hinblick auf ein angemessenes Wachstum werden wir deshalb voraussichtlich bis zum 31.12.2025 keine weiteren Anträge auf Mitgliedschaft zur Aufnahme zulassen.“
Zum Wohnungsbestand der BWV-Berlin gehören auch mehrere denkmalgeschützte Wohnanlagen, wie etwa der Helenenhof oder das Rother-Stift.